# Рудольф Цюрн
Рудольф Цюрн (нім. Rudolf Zürn; 4 березня 1895, Гамбург, Німецька імперія — 15 жовтня 1941, Бухарест, Румунія) — німецький офіцер, майор вермахту. Кавалер Лицарського хреста Залізного хреста.

## Нагороди[1]

### Перша світова війна
- Залізний хрест 2-го класу (31 серпня 1915)
- Ганзейський Хрест (Гамбург) (21 липня 1916)
- Залізний хрест 1-го класу (3 серпня 1917)
- Почесний хрест ветерана війни з мечами
- Застібка до Залізного хреста 2-го і 1-го класу
- Штурмовий піхотний знак в сріблі
- Лицарський хрест Залізного хреста (16 червня 1940) - як майор 2-го батальйону 65-го піхотного полку.